# Crotalaria kundelunguensis
Crotalaria kundelunguensis är en ärtväxtart som beskrevs av Baker f.. Crotalaria kundelunguensis ingår i släktet sunnhampor, och familjen ärtväxter. Inga underarter finns listade i Catalogue of Life.